# Anthony John Valentine Obinna
Anthony John Valentine Obinna (Emekukwu, 26 giugno 1946) è un arcivescovo cattolico nigeriano, dal 6 marzo 2022 arcivescovo emerito di Owerri.

## Biografia
Nato il 26 giugno 1946 a Emekukwu, nello stato di Imo, in Nigeria, è stato ordinato presbitero il 9 aprile 1972 ed è stato incardinato nel clero della diocesi di Owerri.
Eletto vescovo di Owerri il 1º luglio 1993, è stato consacrato dall'arcivescovo Carlo Maria Viganò il 4 settembre dello stesso anno, co-consacranti il vescovo emerito di Owerri, Mark Onwuha Unegbu, e il vescovo di Orlu Gregory Obinna Ochiagha. Il 26 marzo 1994 papa Giovanni Paolo II ha elevato Owerri ad arcidiocesi e monsignor Obinna ne è divenuto il primo arcivescovo metropolita.
Il 6 marzo 2022 papa Francesco ha accolto la sua rinuncia per raggiunti limiti di età; gli è succeduto Lucius Iwejuru Ugorji, fino ad allora vescovo di Umuahia.

## Genealogia episcopale e successione apostolica
La genealogia episcopale è:
- Cardinale Scipione Rebiba
- Cardinale Giulio Antonio Santori
- Cardinale Girolamo Bernerio, O.P.
- Arcivescovo Galeazzo Sanvitale
- Cardinale Ludovico Ludovisi
- Cardinale Luigi Caetani
- Cardinale Ulderico Carpegna
- Cardinale Paluzzo Paluzzi Altieri degli Albertoni
- Papa Benedetto XIII
- Papa Benedetto XIV
- Papa Clemente XIII
- Cardinale Enrico Benedetto Stuart
- Papa Leone XII
- Cardinale Chiarissimo Falconieri Mellini
- Cardinale Camillo Di Pietro
- Cardinale Mieczysław Halka Ledóchowski
- Cardinale Jan Maurycy Paweł Puzyna de Kosielsko
- Arcivescovo Józef Bilczewski
- Arcivescovo Bolesław Twardowski
- Arcivescovo Eugeniusz Baziak
- Papa Giovanni Paolo II
- Arcivescovo Carlo Maria Viganò
- Arcivescovo Anthony John Valentine Obinna

La successione apostolica è:
- Cardinale Peter Ebere Okpaleke (2013)
- Vescovo Moses Chikwe (2019)